# University of Sunderland
Die Universität Sunderland (engl. University of Sunderland, kurz: UoS) ist eine englische Universität mit Schwerpunkt in technischen Fächern. Sie bietet aber auch Studien in Kunst und Betriebswirtschaftslehre an.

## Geschichte
Die Universität wurde 1901 als „Sunderland Technical College“ gegründet. Bereits zu diesem Zeitpunkt war es das erklärte Ziel, einen universitären Status zu erreichen. Das neu gegründete College bot – als erstes in England – Kurse für die berufsbegleitende Ausbildung an (sog. „sandwich courses“, vergleichbar der deutschen Dualen Ausbildung bzw. den Berufsakademien). Die Folgejahre waren von einer raschen fachlichen und baulichen Expansion gekennzeichnet.

### Fachliche Erweiterung
Zunächst startete das Studienangebot mit den Abteilungen für Mathematik und Bergbau. Im akademischen Jahr 1921/22 folgten die Abteilungen für Architektur und Pharmazie. Zunächst starteten die Pharmakologen an einem einzigen Labortisch in der Abteilung für Chemie; heute zählt sie zu den größten des Landes. Die Bemühungen um eine Verbesserung der Qualität der Lehre wurden 1930 mit einer akademischen Angliederung an die Universität Durham belohnt. Im gleichen Jahr konnte der BSc für Pharmazie durch die London University erworben werden und 1934 wurde das College als Ausbildungsstelle für den Beng (Bachelor of Engineering) der London University anerkannt. Während des Zweiten Weltkrieges wurden spezielle Kurse für die britische Armee und das Arbeitsministerium angeboten. In den späten 1950er Jahren wurde das College weiter ausgebaut und erhielt den Status eines „College for Advanced Technology“. Da sich die Anstalt nun auf die höhere technische Ausbildung konzentrierte, wurden die Kurse für die berufliche Bildung an zwei örtliche Schulen abgegeben. Am 1. Januar 1969 wurde aus drei Einrichtungen (das College for Advanced Technology, die Kunstschule („College of Arts and Crafts“, gegründet 1901) und die Lehrerausbildungsanstalt („Teacher Training College“, gegründet 1908)) das „Polytechnikum Sunderland“ (engl. „Sunderland Polytechnic“) geformt. Im selben Jahr wurde an der neuen Fachhochschule auch die Abteilung für Erziehung (Lehrerausbildung) gegründet. 1992 erlangte die FH – wie viele vergleichbare Einrichtungen in England auch – den Universitäts-Status. 1994 wurde die „Business School“ eröffnet. Seit dem Jahr 2023 befindet sich die UoS unter den Top 50 der 122 auf der Guardian Liste aufgeführten Universitäten in England.

### Bauliche Entwicklung
Das Hauptgebäude (Galen Building) wurde zwischen 1922 und 1930 erweitert. 1939 wurde von Sir John Priestmann, dem Inhaber der Sunderlander Werft John Priestman & Company, die neue „Priestman Library“ eröffnet. 1959 wurde ein ambitioniertes Bauprogramm gestartet, das mit der Eröffnung neuer Gebäude in der Chester Road 1964 abgeschlossen wurde.

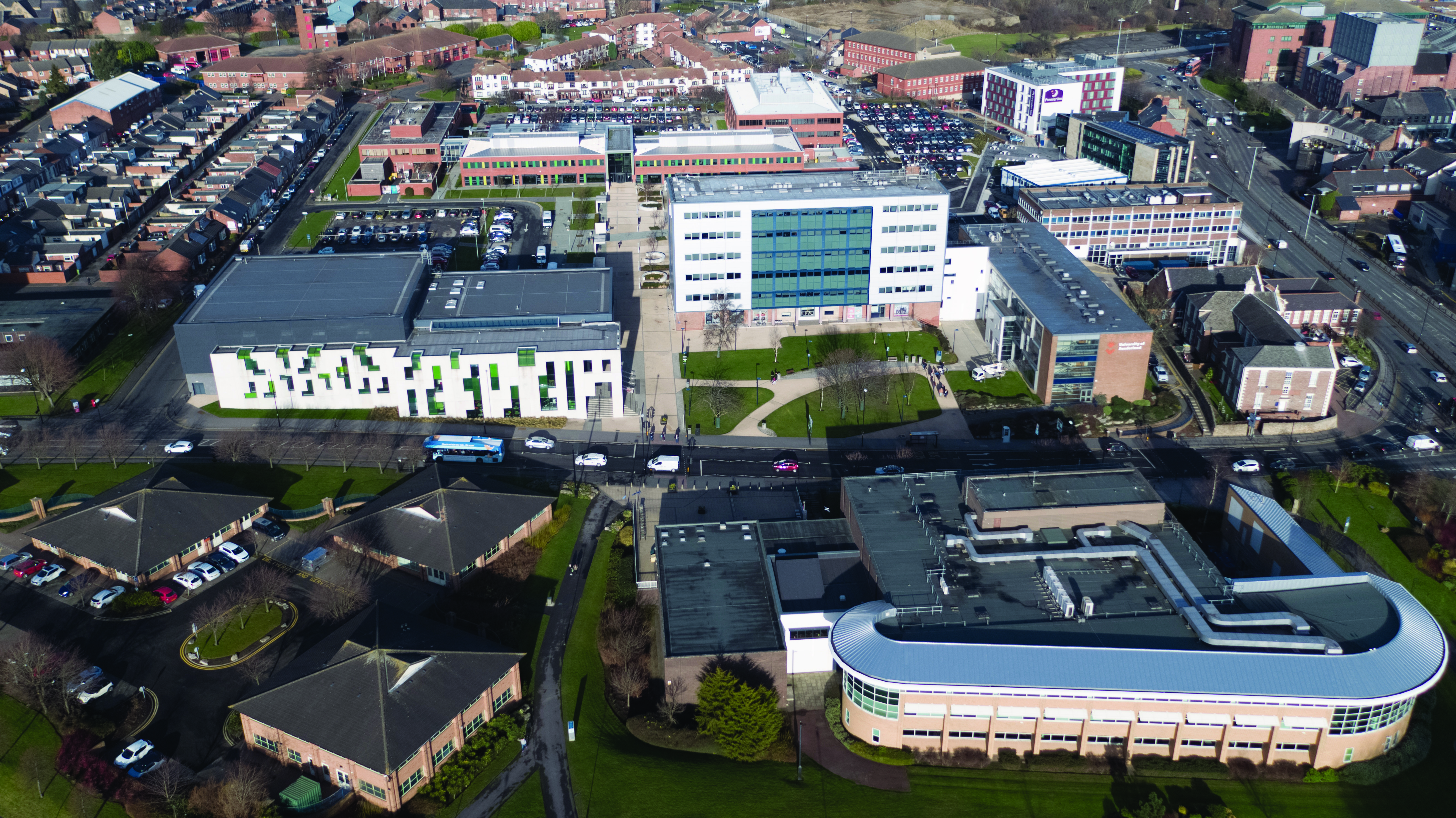
Foto des City Campus

1934 bezog das College of Arts and Crafts, das 1969 in die Sunderland Politechnic aufgehen sollte, ein neues Gebäude im Ashburne House. Das „Teacher Training College“, ein weiteres Vorläufer-Institut der heutigen Universität, zog 1922 in den Langham Tower in der Ryhope Road.

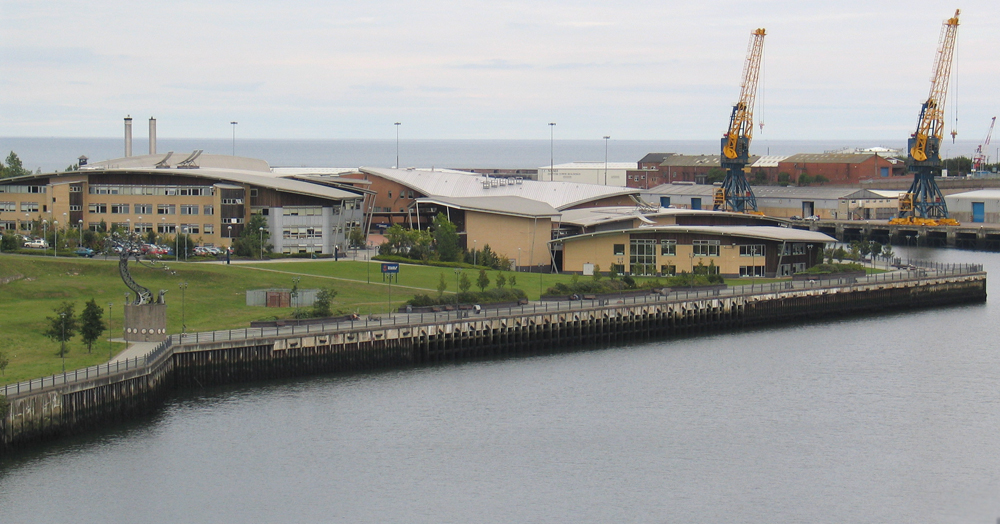
Der Campus St. Peters am Ufer des Wear

1994 eröffnete schließlich der neue Campus St. Peter’s, der 2002 in Sir Tom Cowie Campus at St Peter’s umbenannt wurde. Er beherbergt heute mehr als die Hälfte der 14.000 Studenten. Im September 2007 wurde mit einer umfassenden Erweiterung des Haupt-Campus begonnen.

### Internationalisierung
Seit März 2017 betreibt die Sunderland University einen Campus in Hongkong, damals mit 1000 Studienplätzen. Laut den Angaben auf der Website der Universität 2023 waren dort 6.500 Studierende eingeschrieben.

## Einrichtungen
- Arts, Design, Media and Culture
- School of Business, Law and Psychology
- Computing and Technology
- Education and Lifelong Learning
- Health, Natural and Social Sciences
- Graduate Research School

## Zahlen zu den Studierenden und den Mitarbeitern
Die folgenden Zahlen beziehen sich ausschließlich auf die Standorte in England. Von den 19.975 Studenten des Studienjahrens 2021/2022 waren 12.225 weiblich (61,2 %) und 7.710 männlich (38,6 %). 14.755 Studierende kamen aus England, 105 aus Schottland, 40 aus Wales, 80 aus Nordirland, 710 aus der EU und 4.280 aus dem Nicht-EU-Ausland. Damit kamen 4.990 Studenten (25,0 %) aus dem Ausland. 13.750 der Studierenden (68,8 %) strebten ihren ersten Studienabschluss an, sie waren also undergraduates. 6.225 (31,2 %) arbeiteten auf einen weiteren Abschluss hin, sie waren postgraduates. Davon arbeiteten 255 in der Forschung.
| Studienjahr | weibliche Studenten | männliche Studenten | Studenten insgesamt | wissen. Mitarbeiter | Mitarbeiter |
| ----------- | ------------------- | ------------------- | ------------------- | ------------------- | ----------- |
| 2014/2015   | 7.500               | 6.195               | 13.695              | 805                 | 1.940       |
| 2015/2016   | 7.365               | 5.630               | 12.995              | 810                 | 1.935       |
| 2016/2017   | 7.490               | 5.520               | 13.020              | 780                 | 1.750       |
| 2017/2018   | 8.200               | 5.865               | 14.070              | 770                 | 1.620       |
| 2018/2019   | 8.850               | 5.845               | 14.705              | 940                 | 1.870       |
| 2019/2020   | 9.555               | 6.180               | 15.740              | 1.045               | 1.985       |
| 2020/2021   | 11.340              | 7.120               | 18.490              | 985                 | 1.920       |
| 2021/2022   | 12.225              | 7.710               | 19.975              | 1.160               | 2.115       |

## Persönlichkeiten
- Der Fotograf und Filmregisseur Richard Billingham (* 1970) studierte Malerei an der Sunderland University.
- Der Leichtathlet Steve Cram (* 1960) war ab 2008 Kanzler der Universität.
- Dem Autor Terry Deary (* 1946) verlieh die Universität 2000 eine Ehrendoktorwürde.[9]
- Der norwegische Politiker Carl I. Hagen (* 1944) studierte eine Zeitland am Sunderland Polytechnic.
- Goldie Harvey (1981–2013) erhielt 2006 einen Bachelorabschluss an der University of Sunderland und wurde danach als Sängerin bekannt.
- Die Virologin Gita Ramjee (1956–2020) studierte von 1976 bis 1980 Chemie und Physiologie am Sunderland Polytechnic und erhielt dort den Bachelorgrad.
- Mike Rumbles (* 1956), Politiker, studierte am Polytechnikum und schloss mit dem Bachelor ab
- Der Filmregisseur (beispielsweise bei Top Gun) und Produzent Tony Scott (1944–2012) erhielt seinen Abschluss an der Sunderland Art School.
- Der Informatiker Andrew Zisserman (* 1957) erhielt seinen Doktor in theoretischer Physik am Sunderland Polytechnic.